# 薬王寺 (川越市)
薬王寺（やくおうじ）は、埼玉県川越市にある天台宗の寺院。

## 歴史
1596年（慶長元年）、栄仲法印によって開山された。当地は度々水害に見舞われており、境内に盛土して寺を建てた。そして洪水に遭った際に、薬師如来像一体が流れ着いてきた。そこで薬師像を安置し、寺号も「薬王寺」とした。
1984年（昭和59年）に、これまで老朽化甚だしかった本堂を改築した。屋根も銅瓦葺きに改めた。

## 交通アクセス
- 新河岸駅より徒歩34分。